# 湯神くんには友達がいない
『湯神くんには友達がいない』（ゆがみくんにはともだちがいない）は、佐倉準による日本の漫画。『週刊少年サンデーS』（小学館）にて、2012年7月号から2013年11月号まで17話分連載した後、『週刊少年サンデー』（同社）に移籍し、2013年48号から2019年25号まで月イチで連載。
高等学校を舞台としたコメディ作品。クラスメイトから距離を置かれているものの、その状況を満喫している変わり者の高校生・湯神裕二と、内気な転校生・綿貫ちひろを始めとした周囲の人々の日常をコミカルに描いている。
本作は元々、どうしても彼女ができない少年の話として構想されたが、当時の担当編集者・坪内崇との打ち合わせの際に「別に彼女がいなくても楽しく生きていける」ということに作者が気付き、友達ができない高校生の話へと変更された。また、当初は全5回（コミックス1巻分）での連載を予定されていたが、徐々に読者の支持を集めたこともあり連載が継続されたという。
2015年2月18日、ドラマCD付き特別版の単行本が発売された。このドラマCDには、主人公の湯神が文化祭の出し物として古典落語の『時そば』と『ねずみ穴』を演じる姿と、周囲の人間模様が収められている。

## あらすじ
上星（かみほし）市にある上星高校に転校して来た綿貫ちひろは、独りを好む変わり者の湯神裕二と出会う。湯神は野球部のエースという顔とは別に、偏屈で凝り性な性格のためクラスでは浮いた存在であるが、好きな落語のことに思いふけったり、自己研磨に努めたりと、ぼっち生活を満喫している。
一方、ちひろは内気な性格のため、中々クラスに溶け込むことができない。そんな中、湯神のマイペースな性格に振り回されたり、彼の率直な意見を受けて助けられたりしていく。さらには、湯神のことで頭を悩ませているという野球部の門田春樹や久住若奈、湯神に恋心を抱いているという藤沢梨緒らと出会い、徐々に新しい生活へと馴染んでいく。
やがて、夏になり湯神の縁日の亀を巡っての騒動、秋になり文化祭の演目を巡ってのトラブルや修学旅行での遭難騒ぎ、冬になり湯神とちひろの落語デートを巡っての騒動、ちひろの父のアメリカ転勤を巡っての騒動が起こるなど、慌ただしく時間は過ぎていく。
そして春を迎え3年生に進級すると、野球部と手芸部の新入部員に絡んだ騒動、天城高校の林山がちひろへの告白話をこじらせて湯神に挑戦状を突き付ける騒動、ちひろが湯神に絶交宣言をする騒動などが起こるが、そんな状況をよそに湯神のマイペースな日常は続いていく。

## 登場人物
担当声優は「サンデーCM劇場」、「落語ドラマCD版」共通のもの。

### 主要人物
湯神 裕二（ゆがみ ゆうじ）
声 - 内山昂輝
10月17日生まれ。AB型。176センチメートル / 65キログラム
本作の主人公。上星高校2年A組→3年A組。左利き。
友達を必要とせず、いつも一人を楽しんでいる偏屈な少年。野球部のエースで学業も成績優秀だが、マイペースで理屈っぽい性格と歯に衣着せぬ物言いのため、当人に悪気はないものの、クラスメイトや野球部の仲間にはやっかいな奴だと思われている。
努力家で常に自己研鑚に余念がなく、私生活の細部に至るまで入念に計画を立てて行動している。疑り深い割に根が明るく、ポジティブで突っ走り易い。人助けをすることを日課としている（徳を積めば、自身にその運が返ってくると考えているため）。
自身のこだわりや意思は強いが、相手にそれを押し付けることはない。
落語家・燦々亭平楽（さんさんてい へいらく）の大ファンで、校内でも常にウォークマンで彼の落語を聞いており、ひとたび落語の話題になると相手が誰であろうと夢中になって一方的に話し続ける。
自宅では夏の縁日屋台で入手した二匹のミドリガメ「亀坊・亀吉」を飼育しており、その生活環境を良くするためには労力を惜しみなく割く。好きな食べ物はカレーパン。趣味は落語や野球のほか、城巡りや囲碁・将棋、日曜大工、ボウリングなど。重原や岩木らの引退後は、野球部のキャプテンを務めている。
綿貫ちひろとの関係は、友人ではないがお互いの補完をし合う共生関係であると周囲には評されている。
綿貫 ちひろ（わたぬき ちひろ）
声 - 米澤円
6月20日生まれ。A型。160センチメートル / 48キログラム
本作のヒロイン。上星高校2年A組→3年A組。物語冒頭で湯神のクラスにやってきた転校生。転勤の多い家庭に育ったため、長く腰を落ち着けられるこの地に早く友達が欲しいと願っていた。優しく善良な女子だが、内気で要領が悪いため、日常生活は大抵上手くいっていない。
転入以来およそろくな目にあっておらず、友人関係の悩みも尽きないが、湯神曰く主体性がなく流され易い性格で、大抵のことは受け流して暮らしている。湯神が困っていれば助け船を出し、逆に湯神に助けられることもある。湯神と周囲の騒動に毎回巻き込まれつつも、一緒にいて楽な面もあるような、いいところもあるようなないような…と思っている。裕二の祖母と重なる部分も多い。
自身が湯神をどう思っているか振り返ったとき、湯神の周りに流されず、苦難にあっても自身の行動に後悔をしない様子に元気をもらっていたと気づいた。湯神の言葉の裏にある本当の意味をある程度通訳することができる唯一の人物である。
容姿は良く、作中でしばしば「かわいい」と言われる一方で「オーラがない」と評されるなど、やや地味めな印象のようである。趣味は羊毛フェルト作りと一人カラオケ。手芸部に入部したものの、先輩が全員卒業してしまい、ただ一人の部員兼部長となる。教師から廃部の可能性を示唆され、何とか新入生の野上栞や駒井を勧誘する。湯神共々、作中通してのガラケー継続利用者。
門田 春樹（かどた はるき）
声 - 阿部敦
8月27日生まれ。B型。165センチメートル / 54キログラム
上星高校1年E組→2年E組（体育祭の話で、緑組であることから）。
友人からは「モンちゃん」と呼ばれている（『湯神くんには友達がいない』3巻参照）。
野球部所属で、湯神とは少年野球時代からの付き合い。チームの誰もが湯神とバッテリーを組みたがらなかったため、白羽の矢が当たり、彼専用のキャッチャーとしてレギュラー入りしている。そのため湯神に対して頭が上がらずフォロー役を務めているが、その自由奔放ぶりに振り回されている苦労人。努力を厭わない湯神の野球に対する姿勢に多少尊敬の念はあるものの、迷惑を掛けられてばかりなので先輩としては全く敬っていない。湯神曰く「気がつくけど気は利かない」。
新学年となってからは新入部員の仁堂との対立が続いており、両派閥の主導権争いおよび正捕手の座を巡って何かと張り合っている。
湯神からは、自身の球は門田にしか取れない等、野球に関しては評価を得ている。
久住 若奈（くずみ わかな）
4月19日生まれ。O型。161センチメートル。体重は不明。
湯神のクラスメイトで、上星高校野球部のマネージャー。2年A組→3年A組。眼鏡っ娘。世話焼きかつ気短な性格で、頼りない部員のため率先して仕事を見つけては日々奮闘している。1年のころは先輩と湯神の仲介をしていたが、偏屈で凝り性な彼とは口論が絶えず、面倒くさいと思っている。また、クラスで浮きがちな転校生のちひろのこともよく気に掛けており、自分のお弁当を食べるグループに誘い入れている。
百瀬とは幼稚園以来の仲で、彼女からは「若ちゃん」と呼ばれ慕われている。
藤沢 梨緒 (ふじさわ りお)
7月8日生まれ。A型。167センチメートル。体重は不明。
上星高校2年D組→3年D組。放送部所属。1年生当時の体育祭準備で助けられた出来事を美化して湯神に恋をし、ラブレターを送ったものの、彼の性格を把握しておらず、ちひろや門田を巻き込む騒動に発展した。律儀で優しい美人だが、その反面、物事に真面目に取り組み過ぎる気難しい面もあり、時には周囲を引かせてしまうほどの剣幕を見せる。高校野球のファンだがスター選手ではなく、それを盛り立てるチームメイトも満遍なく応援したいというこだわりがあるらしく、熱のこもった応援を見せる。ちひろを誘い、同じホームセンターのビビホームでアルバイトをしている。交流を通して、彼女とは下の名前で呼び合い、自宅へ招き入れる間柄になっている。

### 上星高校

#### A組クラスメイト
※2年次・3年次、両年度共通
百瀬 香織（ももせ かおり）
ちひろや久住と一緒にお弁当を食べるグループの友達。陸上部所属。
久住とは幼稚園からの仲で、彼女に対して強い独占欲を抱いている。そのため久住に構われている者、迷惑を掛けている者などを嫌う傾向がある。
ちひろのことを気に入らず、仲間外れにしたり嫌味を言うなどしてしばらくは距離を置いて接していたが、修学旅行での遭難事件を契機に謝罪をする。湯神のことも嫌悪していたが、修学旅行での遭難事件で助けられたことを契機に若干修復され、次第に気にするようになるも、やはり埋めがたい溝があると感じている。
木村（きむら）
久住らの友人で、一緒にお弁当を食べるグループの一員。美術部所属。
香織とは違い、ちひろには友好的。地味で大人しい存在だが、周囲の立ち位置を的確に分析している。百瀬からの呼び名は「きぃちゃん」。
八重樫 良太（やえがし りょうた）
歴史研究会所属で、その部長を務めている。
気弱ですぐに周りの空気を読んでしまう性格であり、そんな自分を変えたいと思っている。加えて腹を下しやすい体質らしく、コーヒーを2杯以上飲んだだけで腹が痛くなる。自分とは正反対の性格の湯神に憧れており、幕末の志士・坂本龍馬になぞらえる程の評価をしている。近隣在住が多い登場人物の中、高校へは電車通学。シロと名付けたスピッツ種の犬を飼っている。
渡辺 大翔（わたなべ ひろと）
クラス委員。いわゆるリア充グループの一員で、委員長という肩書きとは裏腹に軽い性格。仲良くしようとする者に対しては、すぐにあだ名呼びをしたがる。ちひろからは「不安などを一人で抱えきれず、周囲を巻き込むタイプ」と評されている。
修学旅行の際に湯神、ちひろ、百瀬、八重樫と同じグループとなり、遭難事件に巻き込まれる。その後も「ガッシー」こと八重樫とは距離が近付くようになり、「ちっひー」ことちひろとも積極的にコミュニケーションを図るようになったが、彼女からは迷惑がられている。

#### 野球部
城戸（きど）
門田や清水のクラスメイトで、野球部のマネージャー。
重原ら上級生の引退後、久住の負担を減らそうと門田がマネージャーをさがしていた際に名乗り出る。物覚えが良く、マネージャーの仕事をそつなくこなす。観察眼もあり、門田や久住が気付かなかった湯神の不調を見抜いたことがある。また何かと悪評の多い湯神のことも好意的に捉えている。門田を励ましたりなど部内の仲裁役を担っている。
元々バレー部の選手だったが怪我を理由に退部した。門田の誘いでマネージャーを引き受けたのは、自分が役に立てることを証明したかったのかもしれないと振り返っている。
岩木 実（いわき みのる）
野球部の3年生→OB。2年のころは湯神とバッテリーを組んでいたが、相性が悪かったため、3年時はポジションがサードになっている。元々キャッチャーだったためか、サードの守備は今一つで打率も低い。2年生の駐輪場所を勝手に使って退かされると逆切れするなど、理不尽に後輩に威張るタイプで、湯神とは揉めることが多い。大学受験に失敗し、一浪決定の身となる。
重原 清（しげはら きよし）
野球部の3年生→OB。元キャプテン。ポジティブな性格のため、湯神のことを好意的に解釈している。後輩達の様子が気になるのか、引退後も時々野球部に顔を出している。岩木と共に一浪決定の身であるが、「もう1年勉強する時間を得た」と前向きに考えている。レオ・レオニ作の絵本『スイミー』を心のバイブルとしており、卒業時には湯神に絵本を託すも迷惑がられている。久住の想い人。
横溝 慎太郎（よこみぞ しんたろう）
野球部の1年→2年生。大柄でいつも笑顔、よくお菓子を食べている。湯神に部長候補の票を入れた一人。一度は湯神のキャッチャーを任されたが、変化球が取れないという理由で降ろされた。
仁堂 拓馬（にどう たくま）
新年度より登場、野球部の1年生。通称「ニタク」。強肩強打で、ポジションはキャッチャーを始め複数こなせる。
自信過剰で思い込みの激しい性格。子供のころからの野球経験者で実力は確かなものの、過剰な自己アピールは欠かせない。入部早々から「下克上」「仲良しグループなんか必要ない」と称して1年部員を先導し、門田を始めとした2年部員とトラブルを起こして部内は一時険悪な雰囲気となった。中学時代のチームメイトには「人をランク付けして管理しようとする犬みたいなやつ」「器が小さい」と評されている。
部活以外での学校生活では、本性を隠して明るく爽やかに振る舞っており、相手に取り入る術に長けている。策を弄して門田に取り入ることに成功し、少なくとも表面上は普通の先輩後輩として接するようになった。湯神も籠絡しようとする過程で、ちひろが湯神の弱点であると考えて彼女に近づくが、ちひろの人柄に触れ、またちひろが湯神の言葉を好意的に解釈して伝えたため、逆に湯神を尊敬するようになった。
駒井（こまい）
新年度より登場、野球部の1年生。ポジションはセカンド。
中学校時代から野球部に所属しているが、性格は小心。上星高校入学後も野球部に入部したものの入部当初は部内の空気に馴染めず、ちひろの誘いで手芸部に一時入部していた。その後野球部に復帰するも門田と仁堂の確執などでいつもハラハラさせられており、手芸部にたびたび出入りしている。その過程で野上に占いをしてもらったことで癒やされるが、のちに女子と触れ合うこと自体で癒やされていることに気づき、野上に好意を抱くようになった。
大して強豪ではないと思われる上星高校とはいえ、1年ながら公式戦にスタメン出場しており実力はあるものと推察される。

#### その他の生徒
財前 譲治（ざいぜん じょうじ）
文芸部に所属する、天然パーマの変人。藤沢梨緒と同じ2年（→3年）D組の生徒。癖毛を直すために頻繁に頭を水で濡らしているが、自然乾燥で癖をさらに悪化させている。中学校時代からの湯神の知り合いで、自称「湯神の親友」だが、作品を読んでくれる人は誰でも親友呼ばわりする。
ちひろや清水などにも親切に接し、落語の説明なども行う。湯神が行った落語への周囲の評価や、湯神自身の自己評価などを正確に分析できていた数少ない存在。
清水 綾香（しみず あやか）
1年生→2年生。門田や城戸と同じクラスの女子。通称「清水ちゃん」。文芸部所属。
門田に気があるが、極端に内気な性格のため、声を掛けられずにいた。そこへ城戸の計らいで、文化祭で門田と行動を共にすることになった。眼鏡を取って髪型を変えると、全く雰囲気の違う美少女となる。料理の腕が壊滅的で、ひょんなことから湯神から指南を受けることにもなった。紹介後も内気さゆえに上手く思いが伝わっておらず、当の門田は、清水の好意を疑い出してしまっている。
佐々木（ささき）、結城（ゆうき）、志村（しむら）、入江（いりえ）
3年生→OB。手芸部の部員達。
部長の佐々木は、文化祭の準備の際にちひろと知り合う。ちひろが手芸部への入部を希望したため招き入れ、ちやほやするも、後々に部員が自分達以外はいないことを伝える。自分たちの卒業後も部は残るものの、ちひろが一人になることに多少の気まずさは感じており、恩返しとしてクリスマスパーティーに誘っている。
馬場（ばば）
3年生→OB。演劇部部長。
文化祭の際に時代劇を演じることになり、歴史研究会の面々に時代考証を依頼するが、有耶無耶の内に雑用係兼エキストラとしてこき使うようになる。湯神が落語を演じることになったために、自分たちの持ち時間が減らされたと知ると、彼に対し「空気を読め」などと恫喝するも、「所定の手続きを踏まえただけ」として拒絶される。
白井（しらい）、轟（とどろき）、矢田（やだ）、岸川（きしかわ）
歴史研究会の部員達。矢田のみ下級生で、それ以外は八重樫と同級生。白井がD組、轟と岸川はB組。
湯神のクラスメイトである渡辺グループとは正反対の、いわゆる非リア充グループ。文化祭の際に演劇部の面々からの要求を断り切れず、雑用係兼エキストラとしてこき使われるようになり、不満を募らせる。
野上 栞（のがみ しおり）
新年度より登場、1年生。手芸部所属。
ぼっち気質で、一人でいた所をちひろに誘われて手芸部に入部する。占いに大変凝っており、彼女曰く「占いとは科学であり、長い歴史から形作られた統計学に基づいている」。
人見知りだが、頑固な一面もある。湯神が真剣に占いに向き合った上で否定的な意見を述べた際にはその誠実さに感動の涙を流したり、仁堂のクラス内での外面に騙されずに警戒心を見せるなど、感受性が強く物事の本質を見抜く鋭さがある。手芸部に誘ってくれたちひろに感謝しており、その優しく寛容な人柄を尊敬している。
薬指の第一関節のみを曲げる特技を持つ。

#### 教員
倖田（こうだ）
2年（→3年）A組の担任教師。気難しい性格であり、「湯神から見くびられている」と思い込み、逆に彼からは「ぞんざいに扱われている」と思われているため、しばしば対立をしている。修学旅行の班決めの際も担任不在という状況であったことが、後々の湯神たちの遭難へと繋がる。
芦田（あしだ）
美術部と野球部の兼任顧問。美術教師で、野球の知識は乏しく運動神経も良くないため、野球部のことはほとんど部員へ任せきりにしている。立場上、公式試合の際は監督としてベンチ入りする。
興梠（こうろぎ）
新年度より登場、野球部の副顧問。次年度よりクラス担任予定の24歳。
新任当初は同僚の教師たちと交わらず、ぼっち飯を堪能していたが、それを生徒から揶揄されていたことを知ると、人脈を広げる喜びに目覚める。副顧問となり、問題児という評判の湯神とコミュニケーションを図ろうと夕食に誘うも、逆に「あなたは飯と真剣に向き合っているのか」と諭される羽目になる。
釣りが趣味で、魚を釣り上げた自身の写真をSNSのアイコンに設定している。

### 天城高校
林山 真咲（はやしやま まさき）
11月11日生まれ。O型。178センチメートル / 70キログラム
天城高校野球部のピッチャー。湯神らと同学年。繊細でやや神経質な性格。
小学校3年生の時、校長室の壷を割ってしまった際に一緒に遊んでいた湯神に罪をなすりつけ逃げ出したことに罪悪感を持ち、彼を少年野球に誘って何かと面倒を見ていた。当時もピッチャーを務めていたが、インフルエンザで休んでいた間にその座を湯神に奪われたため、長年の間ライバル視していた。ところがいざ再会を果たした時、当の湯神は林山の存在自体を覚えていなかった。
出会い以来、友好的に接し続けてくれたちひろに好意を抱いており、彼女の前に現れては挙動不審な態度を取るなどしていた。そんな中、ちひろの父親の転勤話を聞くと、彼女にも会えなくなると誤解した末に大声で告白する。さらに話はこじれて、ちひろを賭けて湯神と春季大会で勝負をすると息巻くも、優勝し周囲の人々から温かく迎えられるようになると心が満たされ、恋心もどこかへ行ってしまう。
現在は周囲からの評価が気になり、スランプに陥っている。
内山田（うちやまだ）
野球部の控え選手。小学校4年生の学級委員長だったころ、湯神に給食の三角食べを強要した。それ以来湯神に恨まれ続けていたが、再会を果たした時、本人は湯神のことを覚えていなかった。

### 北条学院高校
南田 生斗（なんだ いくと）
北条学院の野球部所属。初年度に登場、高校2年生（→3年生）。
超高校級スラッガーという実力の持ち主で、彼女持ちであることから天城高校の林山からはリア充と評されている。一方、野球部では部員から距離を置かれており、その意味で上星高校の湯神に同じ匂いを感じている。身長は180センチメートルで、右投げ・左打ち。
東 菜々子（あずま ななこ）
南田の彼女で、北条学院のチアリーダーを務めている。初年度に登場、高校2年生（→3年生）。
放課後に南田とデパートで過ごしていたところ、買い物中で偶然そばに居合わせただけに過ぎない湯神から、品定めに対する第三者的意見を求められる羽目になる。南田との交際歴は登場時点で2年。

### 湯神家
湯神 裕子（ゆがみ ゆうこ）
裕二の妹。中学1年生→2年生。通称「ゆっこ」「ゆっこちゃん」。
冷静でテンションの低さは兄、裕二に似ているが、友達付き合いはしっかりとしている。また裕二と違い勉強はあまり得意ではなく、特に数学は赤点の常連である。偏屈で凝り性な裕二の性格について諦めに近い感情で見ているが、友達からは優秀なお兄様を持っていると認識されている。裕二が自分を気遣ってちひろに引き合わせてくれたと解釈して嬉しそうに微笑むなど、なんだかんだで兄を慕っている様子。門田は兄の少年野球時代からの知り合いで、「ハルくん」と呼んでいる。門田の情報が原因で、ちひろを裕二の彼女と勘違いしたままである。アイスが好物で、見ると目を輝かせて喜ぶ一面も。
湯神 登代子（ゆがみ とよこ）
裕二の祖母。裕二は亡き夫・裕一の隔世遺伝だと分析し、嫁のなり手がいるのかと危惧している。夫との思い出は愚痴として出がちだが、同時に在りし日へと思いを馳せる様子を見せている。基本的には温和だが、一方で地元商店街のクイズ大会出場のためにコツコツ蓄えた知識を裕二に丸々暗記された上に完敗を喫した件を引きずるなど、執着心の強い一面もある。
湯神 陽介（ゆがみ ようすけ）
裕二の父。裕一と登代子の息子。マイペースな息子の趣味や、物事へのこだわりの強さを色々と危惧している。自身の子供のころには、父、裕一の偏屈さに困らされていた。
湯神 律子（ゆがみ りつこ）
裕二の母。
湯神 鈴音（ゆがみ すずね）
裕二の1歳年上となる、父方の従姉。高校3年生→大学生。通称「鈴ちゃん」「鈴姉ちゃん」。
幼少のころに裕二の世話を焼き過ぎて偏屈な性格を作り上げたことに責任を感じており、将来は子供の教育に関わる仕事に就きたいと考えている。明るい元気者を自認しているが、その一方で思い込みの激しさから周囲を振り回している。幼少期以降は遠方に暮らしていて九州弁を喋るが、大学進学のため上京し、再び頻繁に湯神家を訪れるようになる。大学での新生活に馴染めず孤独を感じており、一人を得意とする裕二から気分を紛らすコツを学び取ろうとするが彼のペースについて行けず、さらに「才能がない」と追い打ちをかけられる。その後、ちひろとの対話を通じて「ひとり焼肉」や「ひとりカラオケ」に目覚めている。猫好きだが、猫アレルギー気味。
湯神 優（ゆがみ まさる）
裕二の7歳年下の従弟。鈴音の弟。本人曰く将棋が得意。ゲームなどで裕二に相手をしてもらうが、手加減を知らない彼の前にことごとく敗れ、泣きを見る羽目になる。
湯神 裕一（ゆがみ ゆういち）
裕二の祖父。故人。裕二の頑固な性格や、長考好きは彼譲りらしい。登代子によれば思い込みが激しくなおかつ人に頼れないため、どんどん深みにはまっていくタイプだった。陽介によれば祭好きだが、花火などには関心を示さず、縁日の出し物に並々ならぬ執着心を見せていたという。
タウザー
湯神家で飼われている猫。もともと鈴音の家で保護されていた捨て猫で、当時は「チッチ」と呼ばれていた。名前はスコットランドのウイスキー蒸留所で飼われていた「タウザー」に因んでいる。

### 綿貫家
綿貫 康一（わたぬき こういち）
ちひろの父。湯神と同じく落語家の燦々亭平楽のファン。仕事の都合で転勤を繰り返していることから寂しい思いをさせ続けてしまった娘に対して、後ろ暗い気持ちがある様子。元は長期滞在予定だった上星市からの転校を嫌がるちひろに配慮した結果、新年度よりアメリカへ単身赴任した。ブログを運営しており、日常生活のことなどを紹介している。当初湯神のことを娘の彼氏だと思っており、平楽の落語を見て感動の涙を流している彼を見て「他人の痛みが分かる好青年」という印象を抱いたが、直後のやり取りで「たた落語が好きなだけの奴」だと分かった。
ちひろの母
ちひろとは対照的に細かいことには無頓着でおおらかな性格。湯神がノーヒットノーラン失敗したときは、それを気遣った夫に口止めされ、なおかつ野球もさほど詳しくないにもかかわらず、湯神にその話を延々と続けてしまうなど、配慮に欠けた面がある。湯神のことは優秀な好青年と捉えており、娘のボーイフレンドだと思っている。

### その他
燦々亭 平楽（さんさんてい へいらく）
古典落語を得意とする実力派の落語家。湯神の憧れの存在であり、作中にしばしば登場している。彼曰く落語において老若男女問わずさまざまな役を演じ分ける実力があり、役者としても一流である。師匠の桃屋三蔵とはかつては仲違いをしていたが、現在は解消された模様。
燦々亭 平太郎（さんさんてい へいたろう）
平楽の弟子で、新作落語を得意としている。上星高校へ招へいされて公演を行ったことがあるが、不得意とする古典落語の小噺を演じたため生徒達からの反応は芳しくなかった。後日、湯神とちひろの落語デートの際の公演では平楽とともに巧みな話術を見せている。
亀すくい屋の店主
湯神が中学生時代に出会った屋台の若い店主。当時は性格が荒み、詐欺まがいの商売に徹していた。客として訪れた湯神をそんざいに扱い、さらに抗議した彼に手をあげたため、復讐心を芽生えさせる。妹の裕子も被害に遭っており、それ以来、屋台が苦手となっている。その後、心境に変化があったらしく、湯神が高校2年時の夏祭りで再会した際には素直に謝罪をし、お詫びとして亀をプレゼントした。
晃（あきら）
中学生の少年。スバルという犬の飼い主。両親から飼い犬をプレゼントをされたものの、受験勉強のため世話ができず、噛み癖や吼え癖などの矯正がなされていない状態でビビホームに置き去りにする。後日、湯神に見つかり問い詰められると、両親に顛末を打ち明け、夏期模試の終了後にスバルを引き取ることを約束する。
小田 美穂（おだ みほ）
湯神が小学校4年生当時にお気に入りだったクラスメイトで、一学期に静岡へと転校していった。夏休みに入ってすぐ、家族に書き置きを残した湯神は、自転車で遠路はるばる彼女に会いに行った挙句、パトカーに乗せられて喜びながら家に戻ってきたという過去がある。

## 用語
上星高等学校
湯神やちひろらが通う高等学校。男女共学制。彼らが3年時の体育祭案内ポスターには「第59回」と記されており、相応の歴史があることがうかがえる（第62話）。各学年共、A組からE組までの5クラス編成（第61・62話）。1クラス当たり30人弱の構成（第1話）で、主人公のクラスには27名が所属（第1・3・30・50話など）。3年進級時にはクラス替えは行われない（第49話）。野球部は地域内の強豪ではなく、湯神の好不調で勝ち負けが決まるというワンマンチーム。上位進出の際には全校応援を行うこともあるが、生徒の関心は高くはない。
上星市
作中の主な舞台となる都市。具体的な市の所在地について作中では明示されていないが、夏の甲子園予選にて上星野球部が試合を行った会場には「○いたま市営球場（○部分は樹木に隠されて描かれている）」という名称が記されている（第5話）。さらに湯神の日帰りの外出先として埼玉県川越市にある川越城の中ノ門堀跡、天守の代わりに使用された櫓跡（富士見櫓跡）が登場することから（第59話）、同県および関東地方周辺にあることが暗示されている。このほか正月に行われた地元商店街のクイズ大会にて、上星市長の存在が確認されている。近隣には上星温泉、上星城という名所・史跡もある模様（第43話）。新年度においては、藤沢梨緒主催の自主勉強会の舞台として、上星市立図書館が登場した（第63話）。

## 書誌情報
- 佐倉準 『湯神くんには友達がいない』 小学館〈少年サンデーコミックス〉 全16巻[注 6]
  1. 2012年11月21日発行（2012年11月16日発売[12]）、ISBN 978-4-09-124020-0
  2. 2013年4月23日発行（2013年4月18日発売[13]）、ISBN 978-4-09-124293-8
  3. 2013年10月23日発行（2013年10月18日発売[14]）、ISBN 978-4-09-124478-9
  4. 2014年4月23日発行（2014年4月18日発売[15]）、ISBN 978-4-09-124625-7
  5. 2014年9月28日発行（2014年9月23日発売[16]）、ISBN 978-4-09-125107-7
  6. 2015年2月23日発行（2015年2月18日発売[17]）、ISBN 978-4-09-125607-2
    - 落語ドラマCD付き特別版[18]、ISBN 978-4-09-159202-6

  7. 2015年7月22日発行（2015年7月17日発売[19]）、ISBN 978-4-09-126197-7
  8. 2015年12月23日発行（2015年12月18日発売[20]）、ISBN 978-4-09-126566-1
  9. 2016年5月23日発行（2016年5月18日発売[21]）、ISBN 978-4-09-127159-4
  10. 2016年10月23日発行（2016年10月18日発売[22]）、ISBN 978-4-09-127407-6
  11. 2017年4月23日発行（2017年4月18日発売[23]）、ISBN 978-4-09-127561-5
  12. 2017年10月23日発行（2017年10月18日発売[24]）、ISBN 978-4-09-127863-0
  13. 2018年4月23日発行（2018年4月18日発売[25]）、ISBN 978-4-09-128241-5
  14. 2018年10月23日発行（2018年10月18日発売[26]）、ISBN 978-4-09-128559-1
  15. 2019年4月23日発行（2019年4月18日発売[27]）、ISBN 978-4-09-129137-0
  16. 2019年7月23日発行（2019年7月18日発売[28]）、ISBN 978-4-09-129305-3